# Божин Гаврилов
Божин Владимиров Гаврилов е български офицер, бригаден генерал.

## Биография
Роден е на 7 януари 1952 г. във Вълчедръм. Завършва Висшето народно военно-артилерийско училище в Шумен. Служи в Радиотехнически войски. На 6 юни 2002 г. е назначен за началник-щаб на корпус „Противовъздушна отбрана“. На 25 април 2003 г. е освободен от длъжността началник-щаб на Корпус „Противовъздушна отбрана“, назначен за началник-щаб на Командване „Противовъздушна отбрана“ и удостоен с висше военно звание бригаден генерал. На май 2004 г. е освободен от длъжността началник-щаб на командване „Противовъздушна отбрана“ и назначен за командир на командване „Противовъздушна отбрана“, на която длъжност е преназначен на 4 май 2005 г. От 1 юни 2006 г. е помощник-началник на щаба на Военновъздушните сили по подготовката. От 2002 г. до 3 май 2005 г. е началник-щаб на командване „Противовъздушна отбрана“. От 3 май 2005 г. е командир на Командване „Противовъздушна отбрана“. На 25 април 2006 г. е назначен за помощник-началник на щаба на Военновъздушните сили по подготовката, считано от 1 юни 2006 г. На 21 април 2008 г. е освободен от длъжността помощник-началник на щаба на Военновъздушните сили по подготовката, считано от 1 юни 2008 г.